# Stanley Forman
Pour les articles homonymes, voir Forman.
Stanley Joseph Forman, né le 10 juillet 1945 à Winthrop, au Massachusetts, est un photojournaliste américain. Il obtient le prix World Press Photo de l'année 1975 pour sa photographie prise à Boston où, lors d'un incendie dans un immeuble d'habitation, l'escalier de secours s'effondre et entraîne une femme et sa petite-fille de 2 ans dans sa chute.

## Biographie
Stanley Forman naît le 10 juillet 1945 à Winthrop dans le Massachusetts. Il grandit à Revere dans le Massachusetts et étudie la photographie au Benjamin Franklin Institute of Photography de Boston. Il travaille au Boston Herald American. Stanley Forman est ensuite promu au poste de photographe de l'équipe,.

### Carrière
Dans les années 1970, Stanley Forman reçoit des citations de l'United Press International et des Boston Press Photographers. En 1973, il est choisi comme photographe régional de l'année.
En 1975, Stanley Forman se voit décerner le prix World Press Photo of the Year par World Press Photo pour Fire Escape Collapse (en), une photographie représentant une jeune femme, Diana Bryant, et sa filleule, Tiare Jones, tombant d'un escalier de secours effondré lors d'un incendie. Comme il l'apprend plus tard, l'enfant a survécu parce que la chute de son corps a été amortie par le celui de sa marraine. En 1976, la photo reçoit le prix Pulitzer de la photographie de reportage,.
Stanley Forman est le premier photographe à remporter le prix Pulitzer de la photographie d'actualité deux années de suite (1976 et 1977). En 1976, il gagne pour Fire Escape Collapse, et l'année suivante, il est co-lauréat du même prix pour The Soiling of Old Glory, une photographie représentant un avocat noir, Ted Landsmark (en), agressé par un adolescent blanc, Joseph Rakes, brandissant un mât tenant le drapeau américain comme une arme, au plus fort de la crise de la déségrégation des bus à Boston,,.
En 1979, l'équipe de photographie de Stanley Forman au Boston Herald American remporte le Prix Pulitzer de la photographie d'article de fond pour sa couverture du blizzard de 1978 à Boston. Cependant, Stanley Forman n'a pas pris les photos qui lui valent ce prix, car il se remet d'une blessure au tendon d'Achille. L'année suivante, il est nommé Nieman Fellow et a reçu le Joseph A. Sprague Memorial Award de la National Press Photographers Association,.
Stanley Forman travaille comme caméraman pour la WCVB-TV de Boston à partir de 1983. En 2013, il publie un livre intitulé Before Yellow Tape,.

## Récompenses
- 1975 : Sigma Delta Chi Award
- 1975 : World Press Photo of the Year pour Fire Escape Collapse[14]
- Prix Pulitzer de la photographie d'actualité (trois fois)[3].
  - 1976 : pour Fire Escape Collapse
  - 1977 : co-lauréat pour The Soiling of Old Glory
- 1980 : Nieman Fellowship
- 1980 : National Press Photographers Association Joseph A. Sprague Memorial Award
- 2017 : National Academy of Television Arts and Sciences Silver Circle Award[15]